# Segunda Batalha de Ras Lanuf
A Segunda Batalha de Ras Lanuf foi uma batalha entre o exército líbio leal ao líder Muammar Gaddafi e as forças rebeldes no âmbito da Guerra Civil Líbia de 2011.
Dois dias após a Primeira Batalha de Brega, os rebeldes conseguiriam de conquistar Ras Lanuf durante a Primeira Batalha de Ras Lanuf. Porém, no dia 6 de março, quando os rebeldes avançavam em direção a Sirte, foram emboscados pelas tropas gaddafistas em Ben Yauad e afugentados. Então, recuaram para Ras Lanuf, onde foram bombardeados durante os dias seguintes. Após três dias de bombardeio constante, as tropas governamentais reconquistaram a maior parte de Ra Lanuf.